# Neophyllotocus legnotus
Neophyllotocus legnotus är en skalbaggsart som beskrevs av Britton 1957. Neophyllotocus legnotus ingår i släktet Neophyllotocus och familjen Melolonthidae. Inga underarter finns listade i Catalogue of Life.